# 哈特维希·高德
哈特维希·高德（德語：Hartwig Gauder，1954年11月10日—2020年4月22日），德国男子田径运动员。他曾代表东德、德国参加1980年、1988年和1992年夏季奥林匹克运动会田径比赛，获得一枚金牌和一枚铜牌。